# Jan Gies
Jan Gies (Amsterdã, 18 de agosto de 1905 - Amsterdã, 26 de janeiro de 1993) foi um membro da resistência neerlandesa contra a ocupação alemã durante a Segunda Guerra Mundial. Casado com Miep Gies, ajudou a esconder Anne Frank e sua família da perseguição nazista.

## Biografia
O Sr. Gies e, em particular, sua esposa, Miep, ganharam renome internacional após a publicação do Diário de Anne Frank em 1947, que foi traduzido para várias línguas na década de 1950.
A Sra. Gies havia trabalhado em uma pequena empresa comercial de pectina administrada em Amsterdã pelo pai de Anne, Otto. Com a ajuda dela, a família Frank mudou-se secretamente para um anexo camuflado acima dos escritórios da empresa em julho de 1942, acompanhado por outra família judia que precisava de um esconderijo.
A Sra. Gies contrabandeou comida até o sótão. O Sr. Gies, que era então um funcionário do departamento de bem-estar municipal, obteve os cupons de ração que sua esposa precisava para comprar comida extra para os Frank e os outros.
O casal também escondeu um homem judeu em sua própria casa, e o Sr. Gies forneceu cupons de ração aos membros da resistência subterrânea.
"Jan não era uma pessoa para ficar no centro das atenções, nem mesmo em meio a toda a publicidade em torno de Anne Frank", afirmou a fundação em um comunicado. "Ele foi ao longo de sua vida um homem de poucas palavras, mas muitas ações".
A Gestapo invadiu o anexo em agosto de 1944 e deportou a família para campos de concentração. Somente o Sr. Frank sobreviveu.
Gies evitou a publicidade durante décadas após a publicação do diário, embora a Sra. Gies finalmente escreveu uma memória sobre suas experiências de guerra que foi publicada em 1987. Eles receberam prêmios do museu do Holocausto Yad Vashem em Jerusalém, de B'nai B'rith e vários outros grupos.
Ele morreu aos 87 anos de insuficiência renal, disse Teresien da Silva, porta-voz da Fundação Anne Frank.